# Colne FC
Colne FC (celým názvem: Colne Football Club) je anglický fotbalový klub, který sídlí ve městě Colne v nemetropolitním hrabství Lancashire. Založen byl v roce 1996 jako pokračovatel tradic zaniklého Colne Dynamoes FC. Od sezóny 2018/19 hraje v Northern Premier League Division One West (8. nejvyšší soutěž). Klubové barvy jsou červená a bílá.
Své domácí zápasy odehrává na stadionu Holt House s kapacitou 1 800 diváků.

## Úspěchy v domácích pohárech
Zdroj: 
- FA Cup
  - 2. předkolo: 2004/05
- FA Trophy
  - Preliminary Round: 2016/17, 2017/18
- FA Vase
  - Semifinále: 2003/04

## Umístění v jednotlivých sezonách
Stručný přehled
Zdroj: 
- 1996–2004: North West Counties League (Division Two)
- 2004–2008: North West Counties League (Division One)
- 2008–2016: North West Counties League (Premier Division)
- 2016–2018: Northern Premier League (Division One North)
- 2018– : Northern Premier League (Division One West)

Jednotlivé ročníky
Zdroj: 
Legenda: Z – zápasy, V – výhry, R – remízy, P – porážky, VG – vstřelené góly, OG – obdržené góly, +/− – rozdíl skóre, B – body, červené podbarvení – sestup, zelené podbarvení – postup, fialové podbarvení – reorganizace, změna skupiny či soutěže
| Sezóny  | Liga                                          | Úroveň | Z  | V  | R  | P  | VG  | OG | +/− | B   | Pozice |
| ------- | --------------------------------------------- | ------ | -- | -- | -- | -- | --- | -- | --- | --- | ------ |
| 2009/10 | North West Counties League (Premier Division) | 9      | 42 | 19 | 10 | 13 | 70  | 65 | +5  | 67  | 8.     |
| 2010/11 | North West Counties League (Premier Division) | 9      | 42 | 21 | 10 | 11 | 90  | 73 | +17 | 73  | 5.     |
| 2011/12 | North West Counties League (Premier Division) | 9      | 42 | 19 | 4  | 19 | 68  | 60 | +8  | 61  | 8.     |
| 2012/13 | North West Counties League (Premier Division) | 9      | 42 | 19 | 10 | 13 | 93  | 60 | +33 | 67  | 8.     |
| 2013/14 | North West Counties League (Premier Division) | 9      | 42 | 20 | 4  | 18 | 71  | 67 | +4  | 64  | 9.     |
| 2014/15 | North West Counties League (Premier Division) | 9      | 40 | 25 | 5  | 10 | 86  | 47 | +39 | 80  | 4.     |
| 2015/16 | North West Counties League (Premier Division) | 9      | 42 | 31 | 7  | 4  | 105 | 41 | +64 | 100 | 1.     |
| 2016/17 | Northern Premier League (Division One North)  | 8      | 42 | 22 | 7  | 13 | 74  | 50 | +24 | 72  | 5.     |
| 2017/18 | Northern Premier League (Division One North)  | 8      | 42 | 18 | 8  | 16 | 68  | 61 | +7  | 62  | 8.     |
| 2018/19 | Northern Premier League (Division One West)   | 8      | 38 |    |    |    |     |    |     |     |        |

Poznámky
- 2016/17: Klubu byl svazem odebrán jeden bod za porušení stanov soutěže.[2]